# Kalkara
Kalkara é um povoado da ilha de Malta em Malta.